# Танагра-широкодзьоб оливкова
Танагра-широкодзьоб оливкова (Chlorothraupis carmioli) — вид горобцеподібних птахів родини кардиналових (Cardinalidae).

## Назва
Назва вшановує німецького вченого Юліана Карміола, який працював у Коста-Риці.

## Поширення
Вид поширений в Центральній Америці та на північному заході Південної Америки. Його природне середовище проживання — тропічні вологі гірські ліси.

## Опис
Дрібний птах завдовжки близько 17 см. Верхні частини тіла мають тьмяний оливково-зелений колір, а нижня частина — блідо-оливково-зелена. Горло жовтіше, ніж решта нижньої частини тіла, і має смуги у самців, а у самиці однорідне блідо-жовте. Нижня частина самиці блідіша, ніж у самця. Самиця має жовтувату пляму перед очима. Дзьоб відносно міцний і темного кольору в обох статей.

## Спосіб життя
Харчується дрібними комахами, такими як жуки, таргани та цвіркуни, доповнюючи їх ягодами. Розмноження відбувається з березня по травень, а гніздо має вигляд чашоподібної конструкції з рослинних волокон і мохів.

## Підвиди
Включає три підвиди:
- Chlorothraupis carmioli carmioli — від східного Нікарагуа на південь від крайньої північно-західної Панами;
- Chlorothraupis carmioli magnirostris — західна Панама;
- Chlorothraupis carmioli lutescens — від центральної Панами на південний схід до крайнього північного заходу Колумбії.
- Chlorothraupis carmioli frenata — в Колумбії, Еквадору, Перу та Болівії.